# Illa Bray
L'Illa Bray (en anglès: Bray Island) és una de les illes que formen part de l'Arxipèlag Àrtic Canadenc. Es troba a la conca de Foxe, al davant de la costa sud-oest de l'illa de Baffin i té una superfície de 689 km². Administrativament forma part de la Regió de Qikiqtaaluk, dins el territori de Nunavut, Canadà.
Aquesta illa acull la base FOX-A, que havia format part de la Distant Early Warning Line i actualment forma part del North Warning System.